# Laphria fattigi
Laphria fattigi är en tvåvingeart som först beskrevs av Stanley Willard Bromley 1951.  Laphria fattigi ingår i släktet Laphria och familjen rovflugor. Inga underarter finns listade i Catalogue of Life.